# XLI Festival Internacional de la Canción de Viña del Mar
El XLI Festival Internacional de la Canción de Viña del Mar, o simplemente Viña 00, fue la cuadragésima primera edición del certamen musical, realizado en la ciudad de Viña del Mar, Chile, desde el 16 al 21 de febrero del año 2000, fue presentado por Cecilia Bolocco y Antonio Vodanovic. La emisión en televisión se llevó a cabo por Canal 13.

## Desarrollo
La XLI versión del Festival de Viña del Mar corresponde a la primera versión del certamen realizada por Canal 13, que se adjudicó la licitación por 7 años. El cambio de organizador del evento, que hasta 1999 era Megavisión, supuso un cambio en varios aspectos técnicos y de mercadeo. Lo más notable fueron las remodelaciones al Anfiteatro de la Quinta Vergara, que aumentó su capacidad en 700 personas y se agregó una pasarela de 21 metros de largo, para que los artistas se acercaran al público.

### Día 1 (miércoles 16)
- Juan Luis Guerra
- Álvaro Salas (humor)
- A*Teens
- Fulanito

### Día 2 (jueves 17)
- Emmanuel
- Daniel Muñoz, El Malo (humor) con la participación de José Alfredo Fuentes
- Joe Vasconcellos
- Elvis Crespo

### Día 3 (viernes 18)
- Chayanne
- Sandy (humor)
- Juan Carlos Calderón
- Luis Jara
- Celia Cruz

### Día 4 (sábado 19)
- Xuxa
- Douglas
- Memo Bunke (humor)
- Soledad
- Ráfaga

### Día 5 (domingo 20)
- Enrique Iglesias
- Pablo Herrera
- Coco Legrand (humor)
- Lou Bega

### Día 6 (lunes 21)
- Cristian Castro
- Paulina Rubio
- Hernaldo Zúñiga
- Dino Gordillo (humor)
- Carlos Ponce
- José Alfredo Fuentes
- Duran Duran

## Controversias
- Durante el show de apertura del festival, Cecilia Bolocco realizó un baile. Al levantar la pierna, el vestido no estaba bien colocado, lo que dejó ver parte de su zona genital. La escena fue captada por un avezado fotógrafo y la imagen apareció al día siguiente en todos los medios del país, quedando en la retina del público como el boloccazo.
- En la columna de opinión "Frente al Televisor" del diario La Tercera publicada el día viernes 18 de febrero , Benjamín Otárola - Seudónimo del Periodista Guillermo Hidalgo (1963-2009),[2] hace una mordaz crítica a la actuación del cantante y animador José Alfredo "Pollo" Fuentes en la Quinta Vergara, programada para la segunda noche (jueves 17), en ella se puede leer lo siguiente: "Después de Joe Vasconcelos, vino el Pollo Fuentes. ¿Cuántos años llevamos viendo al Pollo Fuentes?. Es casi sinónimo de la vida. Lo peor fue que ahora el cantante no venía a animar, a lo que ya nos tiene acostumbrados, sino a cantar. Y peor todavía, a cantar las canciones de la Nueva Ola. La Nueva Ola tiene aburrido hasta a los que eran jóvenes en la década del 60, como el Pollo Fuentes, por ejemplo.” [3] El detalle es que "El Pollo" nunca actuó esa noche (salvo unos minutos en la rutina de "El Malo"), a causa de la extensión de los números anteriores y en particular el ovacionado show de Joe Vasconcellos,[4] quien a su salida desembocó en el ensordecedor reclamo del monstruo pidiendo la vuelta del exintegrante del grupo Congreso, provocando incluso la abrupta suspensión de la competencia Internacional y dando paso a una extensa tanda de comerciales en la transmisión televisiva[5] para apaciguar al público. El Show de Fuentes se reprogramó para la noche final. Como consecuencia de la publicación, el periódico publicó un artículo ofreciendo disculpas al cantante y despidiendo a Hidalgo.[6] "El Pollo" finalmente realizó su actuación en la última noche, recibiendo una gran ovación del Monstruo, quien le entrega la segunda Gaviota de Oro de ese año.
- Enrique Iglesias, hijo de Julio Iglesias, recibió la gaviota de plata, que lanzó al público de platea en señal de gratitud. El premio le pegó a una de sus admiradoras, la que tuvo que recibir asistencia médica. Después del incidente, el cantante recibió fuertes pifias por buena parte del monstruo.[7] La prensa chilena bautizó el hecho como el gaviotazo.
- La cantante brasileña Xuxa cantó su famosa canción Ilariê. Durante el coro, el público respondió vulgarmente con una palabra que ella no conocía (chu-pa-ló), haciendo referencia al sexo oral. Luego de saber que coreaba el monstruo de la Quinta Vergara trató de que corearan la canción sin la grosería, no lo logró, finalmente luego de cantar cinco canciones se va agradecida, Antonio Vodanovic la llama para entregarle el recuerdo por su actuación y ella dice llorando "pensé que ellos no me querían" en donde aquel animador le pide que vuelva a cantar Ilariê, mientras cantaba esta última canción sube a su hija Sasha al escenario, finalmente le entregan la gaviota de plata, la cual sería devuelta a la organización por su representante. Se reporta que la cantante decidió no volver más a Chile tras el incidente. Sin embargo, regresaría al país 20 años más tarde para grabar un comercial. El programa Primer Plano de Chilevisión hizo un reportaje dando más detalles sobre dicho incidente por parte de personas que lo presenciaron ese día.[8]
- Los periodistas acreditados nombraron Reina del Festival a la cantante Celia Cruz. La cantante cubana venció en segunda vuelta a la animadora del certamen Cecilia Bolocco por 59 votos contra 24, en primera vuelta ambas empataron obteniendo 25 votos cada una. Para sorpresa de la prensa y de la organización, la ganadora llegó al lugar de votación para ser coronada, si bien la ceremonia estaba programada para el día siguiente en el Hotel O'Higgins, se tuvo que adelantar dado que la artista abandonaba el país esa noche. Celia en agradecimiento interpretó uno de sus temas como retribución para los profesionales de la prensa que estaban en el lugar.[9]
- Mientras el grupo tributo a ABBA, los A-Teens, estaba presentándose en el Festival, ocurrió un error técnico con el sonido que dejó entrever el uso de playback por parte del cuarteto, lo que provocó la molestia e ira del público.
- Como celebración de la llegada del nuevo milenio, se acordó entregar Gaviota de Oro al ganador de la competencia internacional. Sin embargo, el público pidió adicionalmente entregar dicho premio al cantante José Alfredo Fuentes y al humorista Coco Legrand, al finalizar sus respectivas actuaciones por sus reconocidas trayectorias en Chile.
- En esta edición fue donde Coco Legrand rompió el juramento de no volver a pisar nunca más el escenario de la Quinta Vergara, decisión que había tomado 20 años atrás, puesto que en la edición de 1980 el humorista fue víctima de un escándalo por parte de los organizadores de aquella edición. La razón de su regreso, fue el convencimiento y fuerte respaldo que le dio el director Gonzalo Bertrán no solo por el cambio de milenio, si no que también porque ahora, era su estación televisiva la que estaba organizando el evento (Legrand en aquella época era panelista estable del programa Maravillozoo) y por ende, más fuerte iba a ser el apoyo que iba a tener. Finalmente el humorista aceptó y años más tarde confesó que se estremeció porque Bertrán ya estaba en condiciones deplorables de salud producto de una fuerte leucemia que padecía hace 14 años e incluso había perdido varias piezas dentales. El director falleció al año siguiente.

## Jurado

### Competencia internacional
- Juan Carlos Calderón (presidente del jurado)
- Hernaldo Zúñiga
- Paulina Rubio
- José Alfredo Fuentes
- Berta Lasala
- Humberto Gatica
- Emmanuel
- Álvaro Escobar
- Paulina Nin de Cardona
- César Isella
- Carlos Ponce

### Competencia folclórica
- Luis Advis (Presidente del jurado)
- Silvia Infantas
- Magdalena Matthey
- Pancho Saavedra
- Rosario Salas
- Myriam von Schrebler
- Jorge Yáñez

## Competencia
Con motivo de la llegada al nuevo milenio y de los 40 años del certamen musical viñamarino , en esta edición se buscaron las mejores canciones en la historia del Festival de Viña, tanto en la competencia internacional como en la folclórica, por lo que el certamen adquirió una mayor importancia. 
En la competencia internacional participaron canciones como "El tiempo en las bastillas" de Fernando Ubiergo y "Que cante la vida" de Alberto Plaza; esta última fue acusada de favoritismo del jurado. Finalmente fue escogido el tema francés "Laisse-moi le temps", de Michel Jourdan y J.C. Caravelli, que fue interpretada por el norteamericano Peabo Bryson bajo el título de "Let me try again", la misma que hiciera mundialmente famosa Frank Sinatra. Mejor intérprete fue George Willems, quien interpretó la canción "Julie", de Julio Bernardo Euson.
En tanto, en la competencia folclórica se vivió una dura lucha entre las canciones "La consentida" y "El corralero", de Los Huasos Quincheros, la que al final obtuvo el primer lugar.

### Competencia internacional
| País           | Título                                                             | Autor                | Compositor            | Intérprete                                |
| Ganador        | Ganador                                                            | Ganador              | Ganador               | Ganador                                   |
| -------------- | ------------------------------------------------------------------ | -------------------- | --------------------- | ----------------------------------------- |
| Francia        | Laissez-moi le temps/Let me try again ("Déjame intentar otra vez") | Michel Jourdan       | Jean Claude Caravelli | Peabo Bryson                              |
| Finalistas     |                                                                    |                      |                       |                                           |
| Países Bajos   | Julie                                                              | Julio Bernardo Euson | Julio Bernardo Euson  | George Willems †                          |
| Chile          | Que cante la vida                                                  | Alberto Plaza        | Alberto Plaza         | Alberto Plaza                             |
| Semifinalistas |                                                                    |                      |                       |                                           |
| Uruguay        | Alma, corazón y pan                                                | Gervasio †           | Gervasio †            | Rubén Rada                                |
| Chile          | El tiempo en las bastillas                                         | Fernando Ubiergo     | Fernando Ubiergo      | Fernando Ubiergo                          |
| Participantes  |                                                                    |                      |                       |                                           |
| Israel         | Love song ("Canción de amor")                                      | Boaz Sharabi         | Boaz Sharabi          | Tzili Yanko                               |
| Chile          | Canción a Magdalena                                                | Julio Zegers         | Julio Zegers          | Julio Zegers y Santiago del Nuevo Extremo |
| España         | A tu regreso a casa                                                | Braulio              | Braulio               | Pedro Manuel Quintana                     |
| Chile          | Mira mira                                                          | Scottie Scott        | Scottie Scott         | Gloria Simonetti                          |
| Italia         | Aria ario                                                          | Paolo Meneguzzi      | Paolo Meneguzzi       | Paolo Meneguzzi                           |

- Mejor intérprete: George Willems, intérprete de Julie,  Países Bajos.

### Competencia folclórica
| Título                 | Autor                      | Compositor                 | Intérprete                                    |         |
| Ganador                | Ganador                    | Ganador                    | Ganador                                       | Ganador |
| ---------------------- | -------------------------- | -------------------------- | --------------------------------------------- | ------- |
| El corralero           | Sergio Sauvalle            | Sergio Sauvalle            | Los Huasos Quincheros                         |         |
| Finalistas             |                            |                            |                                               |         |
| La consentida          | Jaime Atria                | Jaime Atria                | Santiago Cuatro                               |         |
| Qué bonita va          | Francisco Flores del Campo | Francisco Flores del Campo | Los Cuatro Cuartos                            |         |
| Participantes          |                            |                            |                                               |         |
| La tejedora            | Sandra Ramírez             | Sandra Ramírez             | Pedro Messone y Los Aucas                     |         |
| La torcacita           | Óscar Cáceres              | Luis Barragán              | Ginette Acevedo                               |         |
| Niña, sube a la lancha | Rolando Alarcón            | Rolando Alarcón            | Cantamérica mejor intérprete y gaviota de oro |         |

## Transmisión internacional
- Telefe
- RCN Televisión
- Univisión
- TV Azteca
- América Televisión
- WAPA-TV
- Venevisión